# Marquês de Londonderry
Marquês de Londonderry (pronunciado Lundundry) é um título nobiliárquico do Pariato da Irlanda, criado em 1816.

## Marqueses de Londonderry (1816)
- Robert Stewart, 1.º Marquês de Londonderry (1739-1821)
  -  Robert Stewart, 2.º Marquês de Londonderry (1769-1822)
  -  Charles William Vane, 3.º Marquês de Londonderry (1778–1854)
    -  Frederick William Robert Stewart, 4.º Marquês de Londonderry (1805-1872)
    -  George Henry Robert Charles William Vane-Tempest, 5.º Marquês de Londonderry (1821–1884)
      -  Charles Stewart Vane-Tempest-Stewart, 6.º Marquês de Londonderry (1852–1915)
        -  Charles Stewart Henry Vane-Tempest-Stewart, 7.º Marquês de Londonderry (1878–1949)
          -  Edward Charles Stewart Robert Vane-Tempest-Stewart, 8.º Marquês de Londonderry (1902–1955)
            -  Alexander Charles Robert Vane-Tempest-Stewart, 9.º Marquês de Londonderry (1937–2012)
              -  Frederick Aubrey Vane-Tempest-Stewart, 10.º Marquês de Londonderry (born 1972)
              - (1) Lord Reginald Alexander Vane-Tempest-Stewart (b. 1977)
                - (2) Robin Gabriel Vane-Tempest-Stewart (b. 2004)

    - Lord Ernest McDonnell Vane-Tempest (1836–1885)
      - Charles Henry Vane-Tempest (1871–1899)
        - Ernest Charles William Vane-Tempest (1894–1957)
          - Charles Stewart McDonnell Vane-Tempest (1921–2008)
            - (3) Charles Stewart Martin St. George Vane-Tempest (b. 1950)
              - (4) Christopher James Stewart St. George Vane-Tempest (b. 1978)
              - (5) James Alexander Stewart Vane-Tempest (b. 1981)
                - (6) George Frederick Stewart Vane-Tempest (b. 2012)
                - (7) Harry John Stewart Vane-Tempest (b. 2014)

            - (8) Charles Erkki William Vane-Tempest (b. 1958)
              - (9) Charles Petter Vane-Tempest (b. 1990)

            - (10) Donald John Ernest Vane-Tempest (b. 1961)
              - (11) Thomas Christopher Vane-Tempest (b. 1986)

            - (12) Harold Michael St. George Vane-Tempest (b. 1962)
              - (13) John Michael Vane-Tempest (b. 1990)
              - (14) Timothy Alexander Vane-Tempest (b. 1992)